# Dífil d'Atenes
Dífil (en llatí Diphilus, en grec Δίφιλος) va ser el comandant de 33 vaixells atenencs que l'any 413 aC es van quedar a Naupacte al temps de l'expedició a Sicília, per impedir subministraments als siracusans. Va ser atacat prop d'Erineos per un esquadró principalment corinti, dirigit per Poliantes, lleugerament inferior, i encara que tècnicament va obtenir la victòria i va enfonsar tres vaixells, va perdre sis vaixells, i va tenir l'efecte d'una derrota moral.